# Loket 1

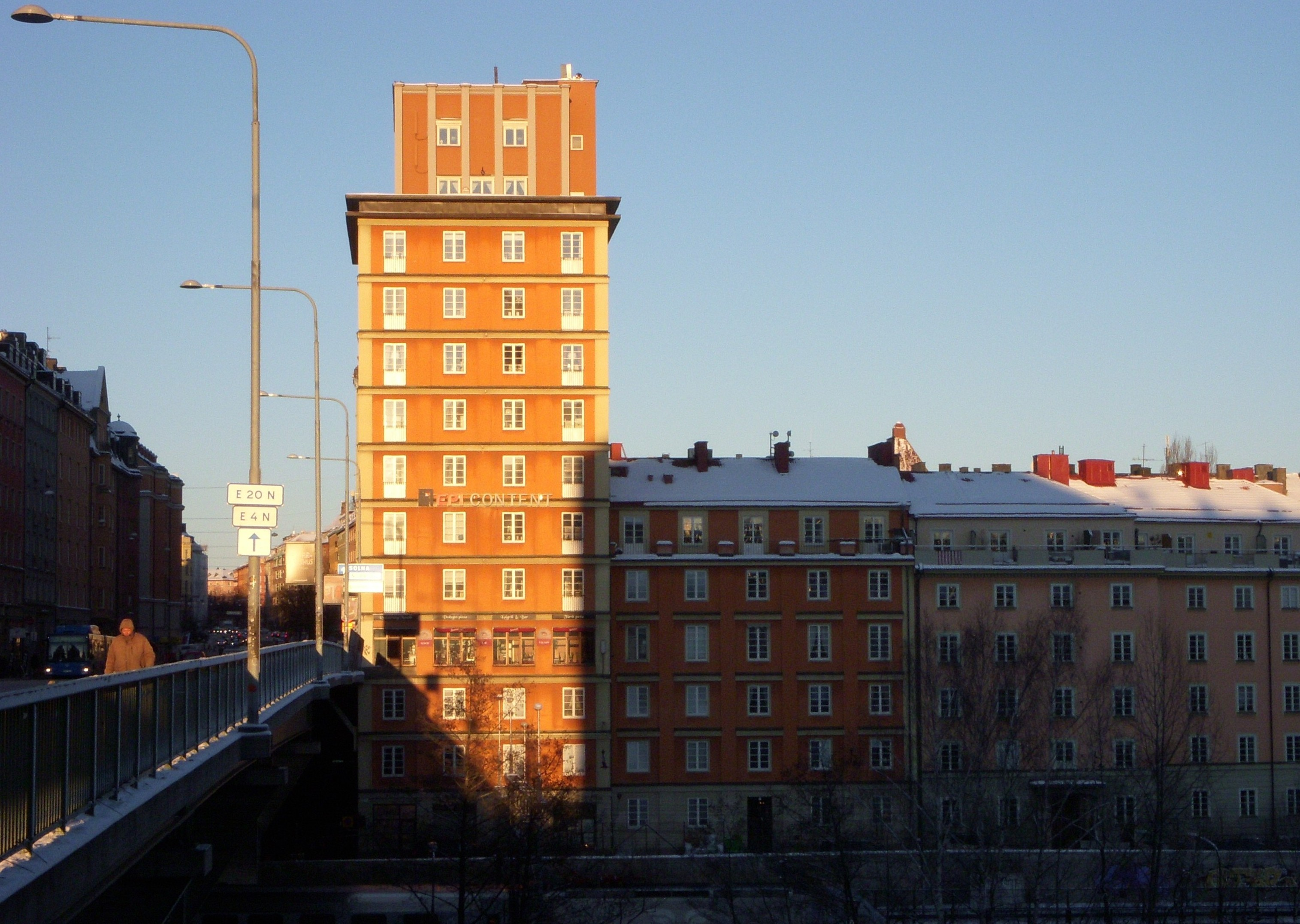
S:t Eriksgatan 64, kvarteret Loket 1 och 34 i december 2010.

Loket 1 är ett bostadshus i kvarteret Loket vid Sankt Eriksgatan 64 i Vasastan i centrala Stockholm, som uppfördes 1927-31 efter ritningar av arkitekterna Bohlin & Mossberg. Byggnaden är en pendang (dock ej identisk) till Porslinsbruket 29 (klart 1929) vid Sankt Eriksgatan 65 och markerar Sankt Eriksbrons norra fäste. På den södra sidan finns två motsvarande höga hus, Sportpalatset (klart 1930) och Sankt Erikspalatset (klart 1909). Tillsammans bildar dessa fyra portalbyggnader en pampig inramning av Sankt Eriksbrons landfästen.
Kvarteret Loket har sitt namn efter Atlasområdet, ett industriområde där AB Atlas hade sina mekaniska verkstäder och tillverkade bland annat lokomotiv. Området revs i slutet av 1920-talet och bostäder byggdes här. I grannskapet finns även kvarter med namn Lokstallet, Tendern och Kolven.

## Byggnaden

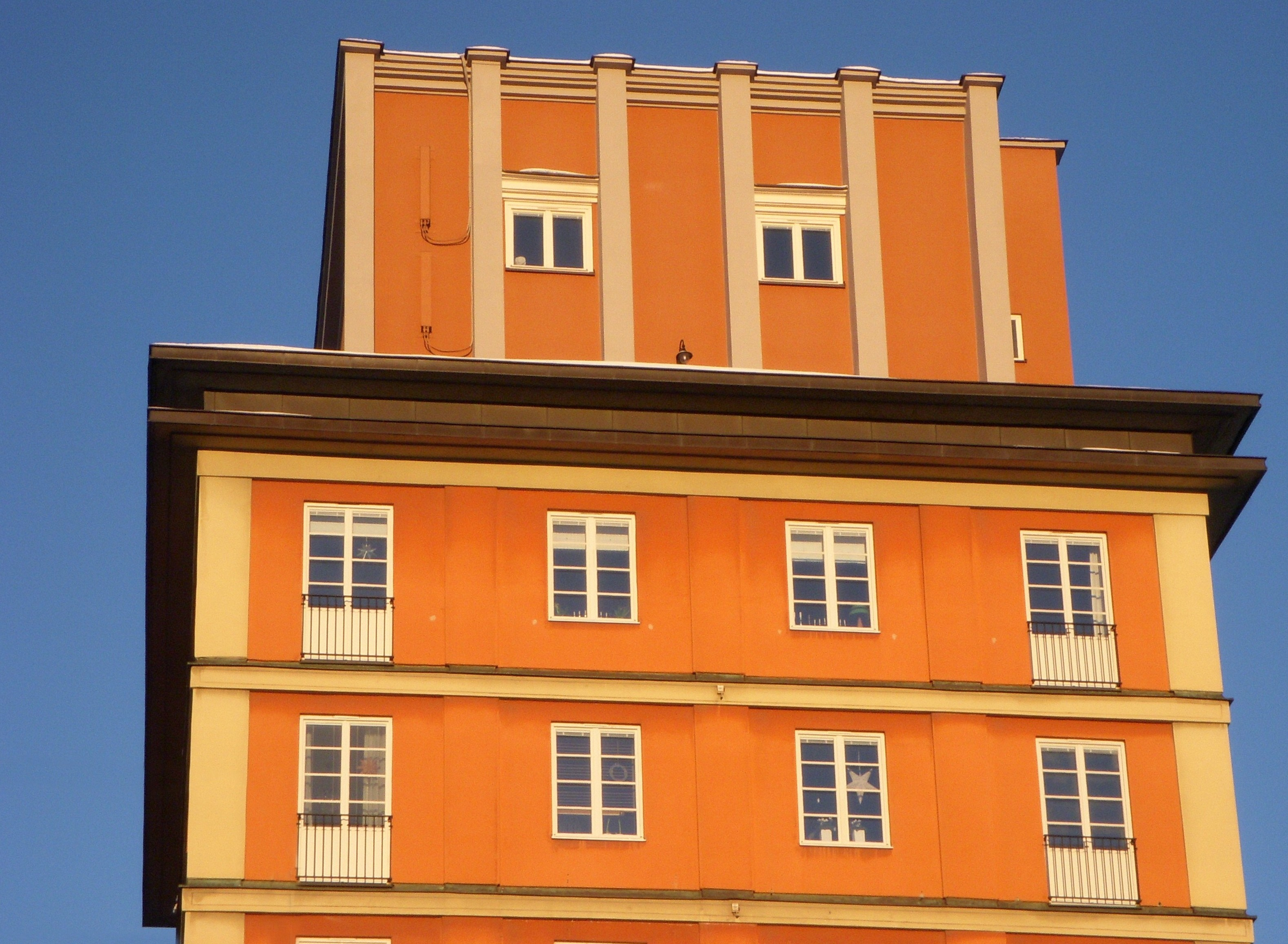
Tornvåningen 2010.

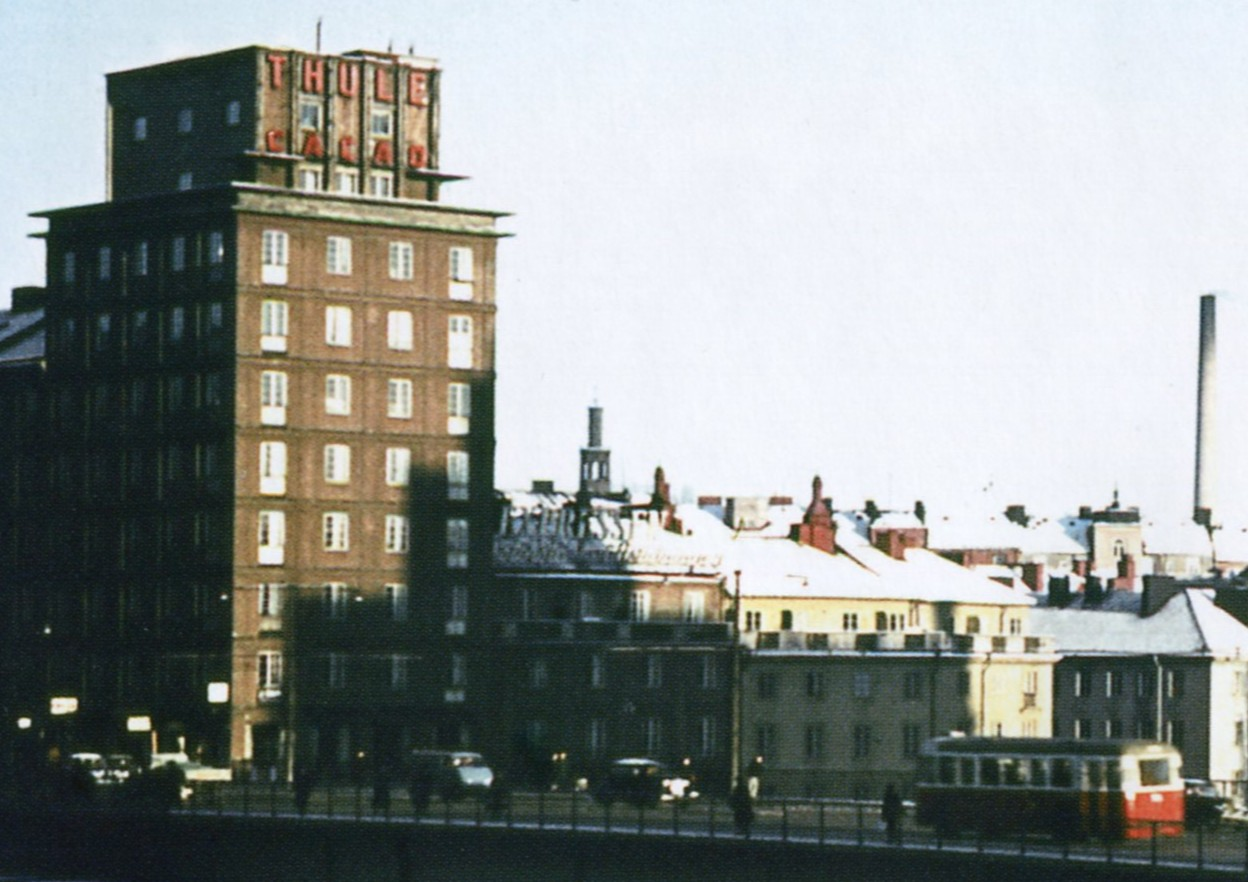
1953 med reklam för Thules Cacao.

Byggnaden har fasader mot Sankt Eriksgatan och den tre våningar lägre belägna gatan Atlasmuren som löper under bron. 
Hörndelen av huset är utformat som ett 13 våningar högt torn, medan delarna mot Sankt Eriksgatan och Atlasmuren är 6 våningar höga. Mellan våningarna finns ett listverk, på bägge fasader förekommer franska balkonger med smidesräcken. Den översta våningen mot Atlasmuren är något indragen.
Tornvåningens fasader har accenter av pilastrar. Fasaderna mot Sankt Eriksgatan och Atlasmuren är putsade och avfärgade i roströd kulör. Yttertaket är täckt med rött taktegel. Entréportarna som bytts ut till aluminium under 70-80- talet ersattes 2021 av portar i massiv ek med snidade detaljer i 20-tals stil.

## Reklamskyltar
Huset goda skyltläge har utnyttjats för reklamskyltar. På 1950-talet fanns på tornvåningen en stor neonskylt med reklam för Thule Cacao och senare reklam för halstabletten Tulo. Även fönsterbröstningarna nyttjades för reklam, på 1980-talet hade Philips och Svenska Handelsbanken ljusreklam på byggnaden.  Inga av de ursprungliga skyltarna finns idag (2010) kvar. På södra sidan av Sankt Eriksbron, på Choklad-Thules gamla fabriksfasighet, finns däremot Tuloskylten bevarad.

## Sankt Eriksområdets portalbyggnader
Sankt Eriksområdets båda portaltorn i närheten, som uppfördes mellan åren 1995 och 1998 efter en detaljplan av Aleksander Wolodarski påminner om den svenska 1920-talsklassicismen med tydlig anknytning till S:t Eriksbrons båda portaltorn (Loket 1 och Porslinsbruket 29). Just denna formgivning hyllades av allmänheten, medan arkitektkollegerna var avvisande och kritiska och kallade det hela för pastisch och otidsenligt.